# Quemisia gravis
Quemisia gravis là một loài động vật có vú trong họ Heptaxodontidae, bộ Gặm nhấm. Loài này được Miller mô tả năm 1929.